# Trigonotis ovalifolia
Trigonotis ovalifolia är en strävbladig växtart som först beskrevs av Nathaniel Wallich, och fick sitt nu gällande namn av George Bentham och Charles Baron Clarke. Trigonotis ovalifolia ingår i släktet Trigonotis och familjen strävbladiga växter. Inga underarter finns listade i Catalogue of Life.